# Danson metropoli - Canzoni di Paolo Conte
Danson metropoli - Canzoni di Paolo Conte è un album della Piccola Orchestra Avion Travel pubblicato nel 2007.

## Il disco
Il disco segna per il gruppo di Caserta - sfoltito nei ranghi - il ritorno sulla scena discografica dopo anni di silenzio. Per questa rentrée gli Avion hanno colto l'occasione di una collaborazione con Paolo Conte, autore di tutte le canzoni eseguite. In una traccia - Elisir - lo stesso Conte affianca il gruppo nel canto, assieme a Gianna Nannini. L'album inoltre contiene un inedito, Il giudizio di Paride.
Tutti i testi, le musiche e le guaches che illustrano il booklet del disco sono di Paolo Conte.
I testi delle canzoni sono in italiano e napoletano tranne rare frasi in Sijmadicandhapajiee in Piemontese.
Il disco vede anche la partecipazione dell'Orchestra da Camera delle Marche, diretta e orchestrata  da Daniele Di Gregorio.
Sono stati prodotti due videoclip di animazione: uno per Sijmadicandhapajiee, e l'altro per Elisir. Entrambi sono stati dipinti e animati da Giuseppe Ragazzini.

## Tracce
1 Danson metropoli
- Peppe Servillo: voce
- Fausto Mesolella: chitarre, bouzouki, tromba, cori
- Mimì Ciaramella: batteria
- Ferruccio Spinetti: contrabbasso

2 Cosa sai di me?
- Peppe Servillo: voce
- Fausto Mesolella: chitarre, basso, organo Hammond
- Mimì Ciaramella: batteria
- Mario Tronco: organo Hammond
- Daniele Di Gregorio: organo

3 Aguaplano
- Peppe Servillo: voce
- Fausto Mesolella: chitarre, tastiere, armonica a bocca, fischi, cori
- Mimì Ciaramella: batteria
- Ferruccio Spinetti: basso
- Marta Argenio: cori

4 Un vecchio errore
- Peppe Servillo: voce
- Fausto Mesolella: chitarre, basso, tastiere
- Mimì Ciaramella: batteria
- Daniele Di Gregorio: batteria

5 Elisir (con Gianna Nannini e Paolo Conte)
- Peppe Servillo: voce
- Fausto Mesolella: chitarre, tastiere
- Mimì Ciaramella: batteria
- Gianna Nannini: voce
- Paolo Conte: voce
- Vittorio Remino: basso

6 Il giudizio di Paride
- Peppe Servillo: voce
- Fausto Mesolella: chitarre, basso, cori
- Mimì Ciaramella: batteria
- Daniele Di Gregorio: tastiera

7 Max
- Fausto Mesolella: chitarre
- Mimì Ciaramella: batteria
- Vittorio Remino: basso

8 Spassiunatamente
- Peppe Servillo: voce
- Fausto Mesolella: chitarre, basso, fischi, cori
- Mimì Ciaramella: voce
- Daniele Di Gregorio: percussioni

9 Blue Haways
- Peppe Servillo: voce
- Fausto Mesolella: chitarre, mandulia, cori
- Mimì Ciaramella: batteria
- Ferruccio Spinetti: contrabbasso

10 Sijmadicandhapajiee
- Peppe Servillo: voce
- Fausto Mesolella: chitarre, cori
- Mimì Ciaramella: batteria
- Ferruccio Spinetti: contrabbasso
- Marta Argenio: cori

11 Languida
- Peppe Servillo: voce
- Fausto Mesolella: chitarre
- Mimì Ciaramella: batteria
- Ferruccio Spinetti: contrabbasso

## Classifiche
| Classifica (2007) | Posizione massima |
| ----------------- | ----------------- |
| Italia            | 3                 |